# Nemesnép
Nemesnép ist eine ungarische Gemeinde im Kreis Lenti im Komitat Zala.

## Geografische Lage
Nemesnép liegt ungefähr 15 Kilometer nordwestlich der Kreisstadt Lenti, zu beiden Seiten des kleinen Flusses Szentgyörgyvölgyi-patak und zwei Kilometer von der Grenze zu Slowenien entfernt. Nachbargemeinden sind Márokföld, Lendvajakabfa, Baglad und Csesztreg.

## Gemeindepartnerschaft
- Kobilje, Slowenien (seit 2001)

## Sehenswürdigkeiten
- Glockenturm (harangláb), 1793 mit Holzschindeln erbaut (der größte hölzerne Glockenturm im westlichen Teil Ungarns)
- Römisch-katholische Kirche Szűz Mária Szeplőtelen Szíve, erbaut in den 1950er Jahren
- Traditionelle Wohnhäuser
- Weltkriegsdenkmal (I-II. világháborús emlék)

## Verkehr
Durch Nemesnép verlaufen die Landstraßen Nr. 7421 und Nr. 7423. Es bestehen Busverbindungen nach Csesztreg sowie über
Szentgyörgyvölgy nach Velemér. Der nächstgelegene Bahnhof befindet sich 12 Kilometer südlich in Rédics.